# Mytholmroyd
Mytholmroyd – miasto w Anglii, w hrabstwie ceremonialnym West Yorkshire, w dystrykcie metropolitalnym Calderdale. Leży 30 km na zachód od miasta Leeds i 277 km na północny zachód od Londynu. W 2001 miasto liczyło 3730 mieszkańców.